# Quercus lungmaiensis
Quercus lungmaiensis là một loài thực vật có hoa trong họ Cử. Loài này được (Hu) C.C.Huang & Y.T.Chang miêu tả khoa học đầu tiên năm 1992.

## Hình ảnh